# Javier Calvo Perales
Javier Calvo Perales (Barcelona, 1973) es un escritor y traductor literario español.

## Biografía
Javier Calvo se licenció en periodismo por la Universidad Autónoma de Barcelona y cursó estudios de literatura comparada en la Universidad Pompeu Fabra. 
Está casado con la escritora y fotógrafa neoyorquina Mara Faye Lethem. Tienen dos hijos.
Calvo comenzó a publicar como cuentista: su primer libro es uno de relatos, Risas enlatadas (2001). En él muestra elementos de estilo muy distintos a los de la narrativa española de su momento: sampleado o recortes de películas, citas manipuladas de otros textos, argumentos comprimidos de otras novelas y una idea de la narración abierta tomada del free cinema y del montaje de cineastas como Jean Eustache o John Cassavetes. El libro también muestra influencia de la novela inglesa y del mundo audiovisual del cine y la televisión, y varios de sus textos tiene como tema precisamente el mundo televisivo.
En la misma línea está su primera novela El dios reflectante (2003), crónica épico-cómica del rodaje de una película de ciencia ficción en Londres y de cómo la excentricidad de su director, Matsuhiro Takei, tiene consecuencias imprevisibles en la vida del equipo de rodaje y de toda la gente que lo rodea. En sus páginas, el autor repite la técnica de sampleado y manipulación de fragmentos de otras películas y de organizar las partes de la obra siguiendo técnicas de montaje cinematográfico. La novela fue un éxito unánime de crítica y fue traducida inmediatamente al italiano y al alemán.
En 2005, publica Los ríos perdidos de Londres su libro más oscuro —compuesto por cuatro novelas cortas, Una belleza rusa, Crystal Palace, Rosemary y Mary Poppins: los ríos perdidos—, en el que utiliza un estilo más denso y recoge influencias no solamente de la narrativa gótica y victoriana, sino también del rock gótico y la estética post punk. Una belleza rusa es una versión libre del relato homónimo de Vladimir Nabokov (A Russian Beauty), donde se usan personajes y elementos de la serie de televisión Buffy cazavampiros. Le sigue Crystal Palace, relato autobiográfico sobre la relación que el autor tenía de niño con la serie Doctor Who. Rosemary mezcla elementos de la película Rosemary's Baby de Roman Polanski con la historia de la banda The Cure. Y Los ríos perdidos es un homenaje a las novelas de la serie de Mary Poppins de P.L. Travers y a la obra del músico y ocultista británico Jhonn Balance.
Dos años más tarde sale Mundo maravilloso, intriga cómica ambientada en la Barcelona contemporánea. Su protagonista, Lucas Giraut, es un anticuario con problemas emocionales que se mete en el mundo del crimen para convertirse en la persona que él cree que su padre habría querido que fuera. Para ello se asocia con un grupo de ladrones y falsificadores. La novela quedó finalista del Premio Fundación José Manuel Lara de 2008 y ha sido traducida al inglés.
Colabora habitualmente como guionista del director de cine Roger Gual, con quien firmó el guion de Remake (Ovideo TV, 2005) y el de Menú degustación (Subotica entertainment, 2013). Es también traductor literario y coleccionista de libros.
El estilo de Calvo ha sido descrito como "grotesco post-urbano" por el crítico Julio Ortega. Entre sus influencias literarias se cuentan E. M. Forster, Aleister Crowley, Pamela Lyndon Travers, B. S. Johnson, Juan Benet, Joan Perucho, J. G. Ballard, Ian Sinclair, Roberto Bolaño y Rodrigo Fresán. También el cine de David Lean, Jean Eustache, Alan Clarke y Mike Leigh.

## Premios
- Premio Memorial Silverio Cañada de la Semana Negra de Gijón 2011
- Premio Biblioteca Breve 2012 por la novela El jardín colgante[1]

| Predecesor: Elena Poniatowska | Premio Biblioteca Breve 2012 | Sucesor: Rosa Regàs |

## Obras
- Risas enlatadas, relatos, Mondadori, 2001
- El dios reflectante, novela, Mondadori, 2003
- Los ríos perdidos de Londres, Mondadori, 2005; libro compuesto por 4 novelas cortas:
  - Una belleza rusa, Crystal Palace, Rosemary y Mary Poppins: los ríos perdidos
- Mundo maravilloso, novela, Mondadori, 2007
- Corona de flores, novela gótica, Mondadori, 2007
- Suomenlinna, Alpha Decay, 2010
- El jardín colgante, Seix Barral, 2012
- El sueño y el mito, Aristas Martínez, 2014
- El fantasma en el libro, Seix Barral, 2016
- Piel de plata, Seix Barral, 2019